# Грийн Крос
Клуб де Депортес Грийн Крос, (на испански: Club de Deportes Green Cross) е бивш чилийски футболен отбор от Сантяго.

## История
Основан е на 27 юни 1916 г. и е един от съоснователите на чилийското професионално първенство през 1933 г. През 1945 г. печели единствената си шампионска титла на страната. Освен нея печели два пъти и първенството на втора дивизия. На 3 април 1961 г. отборът се връща от мач за Купата на Чили в град Осорно, като играчите са разделени в два самолета. Единият от тях с 24 души на борда, сред които осем футболисти и треньора на отбора, катастрофира в Андите на около 360 км южно от Сантяго, а останките от него са открити едва в началото на 2015 г. На 20 март 1965 г. тимът е преместен в Темуко, където се обединява с Депортес Темуко под името Грийн Крос-Темуко. През 1984 г. отбърът отново приема името Депортес Темуко, като това се счита и за края на съществуването на Грийн Крос, като това название днес съществува само като запазена марка.

## Известни бивши футболисти
- Густаво Албея
- Елисео Моуриньо
- Карлос Шнебергер
- Онорино Ланда
- Федерико Едуардс
- Хорхе Фосати
- Хосе Мария Минея
- Хулио Мусимеси

## Успехи
- Примера Дивисион:
  - Шампион (1): 1945
- Примера Б:
  - Шампион (2): 1960, 1963
  - Вицешампион (1): 1959
- Дивисион де Онор де ла Лига Метрополитана де Депортес:
  - Шампион (2): 1917, 1918

## Рекорди
- Най-голяма победа:
  - за първенство: 8:0 срещу Сантяго Морнинг, 1977 г.
- Най-голяма загуба:
  - за първенство: 10:1 срещу Унион Еспаньола, 1934 г.
- Най-много голове в Примера Дивисион: Хуан Морсийо – 75